# Егейське море (фема)
Фема Егейське море або Фема Егейського моря (грец. θέμα τοῦ Αἰγαίου Πελάγους) — військово-адміністративна одиниця Візантійської імперії (фема), яка розташовувалась на островах Егейського моря (сучасна Греція) та протоки Геллеспонт та частини Малої Азії (сучасна Туреччина). Одна з «морських фем» імперії. Утворена у 842 або 843 році. Припинила існування 1204 року.

## Історія
У VII ст. імператорський уряд для захисту островів Егейського моря, узбережжя Балкан і Малої Азії створив флот Карабісіан. Його підрозділи розташовувалися на Кікладах, Спорадах, півдні Малої Азії. До початку VIII ст. вів виявив свою незначну ефективність. Тому спочатку з частину флоту було утворено фему Кібиреоти, а в інших частинах створено флоти (друнги) Егейського моря, яка відповідала за північну частину Егейського морського басейну, Геллеспонт і Мармурове море, і флотилія, в різний час відома під назвами Додеканес або Затока, яка базувалася на Самосі і відповідала за південну частину Егейського моря, зокрема Кікладські острови. На відміну від інших друнгаріїв друнгарії, що очолювали ці флотилії, були повністю самостійними і здійснювали як цивільну, так і військову владу на підвладній їм території. Зрештою ці області були підвищені в статусі до морської феми. Це відбулося 842 або 843 року за наказом імператора Феофіла.
До 899 року з частини феми було виокремлено острови Самос і Кос, де було облаштовано самостійну фему. Головним завданням феми було забезпечення захисту від арабських піратів, що отаборилися на о. Крит, де створили власний емірат. Флот та війська феми також брали участь у військових кампаніях до Півдленної Італії та Сицилії. Стратеги феми діяли спільно з флотиліями фемі Киреотів та Самосу. Ця запекла боротьба тривала до відновлення візантійського панування над Критом у 961 році.
З цього часу починається економічне зростання та розвиток феми, які практично не загрожували ворожі напади. Лише 976 та 987 року флот феми брав участь в обороні узбережжя від заколотників Барда Скліра та Барда Фоки відповідно. У 1030-х та 1040-х флот феми брав участь у походах до Сицилії і Італії, а 1043 році у відбиті нападу флоту Київської Русі на чолі із Володимиром Ярославичем на Константинополь.
Загалом мирна ситуація зберігалася до 1070-х років, коли візантійські війська ззанали низки тяжких поразок від сельджуків, які вийшли до узбережжя Егейського моря. З цього часу відновилися ворожі напади на острови в морі. На той час флот феми суттєво деградував внаслідок тривалої відсутності зовнішньої загрози.
З 1080-х років рішенням імператора Олексія I флот феми було підпорядковано мегадуксу, який очолив морські сили імперії. За часів імператора Мануїла I власний флот феми було ліквідовано, утворено єдиний флот, що базувався біля Константинополя. Турми феми Егейського моря спрямовували до загального флоту війська та необхідне обладнання. Подібна організація призвела до того, що у 1203 році стратег феми Егейського моря не необхідних кораблів та військ протистояти учасникам Четвертого хрестового походу, які прямували через територію цієї феми. Останні зрештою у 1204 році захопили Константинополь. Після цього фема Егейського моря припинила існування — її територію розділено між різними володарями.

## Адміністрація
До складу феми спочатку входили Кікклади, Споради, острови, Лесбос, Лемнос, Тенедос, Імброс Хіос, Самос, Кос. З 899 року — без останніх трьох островів. Також до цієї феми належали землі уздовж протоки Гелеспонт. Втім у воєнний час здійснювалося спільно керівництвом цієї області і стратегом феми Опсікіон. Центром феми стало місто Мітилена на о. Лесбос. За імператора Василя II перенесено до міста Абідос.
На чолі феми стояв стратег, що отримував щорічну зарплатню у 12 лібрів золота. Основу станови флот, що у X ст. нараховував 2610 веслярів і 400 морських військовиків, 1 тис. резервистів. За часів Комнінів посади стратегів феми Егейського моря та Опсікіону часто поєднувалися, проте самі феми існували окремо.